# Funzione enumerativa dei primi

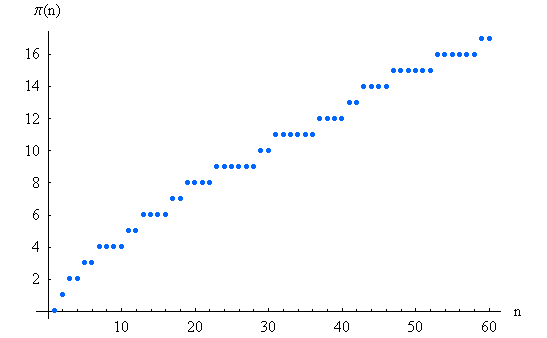
Grafico dei primi 60 valori della funzione.

La funzione enumerativa dei primi o funzione pi greco sui positivi associa ad ogni numero positivo {\displaystyle n} il numero dei numeri primi non superiori ad {\displaystyle n}, valore che si denota usualmente con {\displaystyle \pi (n)}.
Come successione di interi essa viene presentata nella OEIS in corrispondenza della sigla A000720.

## Primi valori
I primi valori assunti dalla funzione in corrispondenza degli interi {\displaystyle n=1,2,\ldots ,100} sono i seguenti:
| {\displaystyle \pi (n)} | +1 | +2 | +3 | +4 | +5 | +6 | +7 | +8 | +9 | +10 | +11 | +12 | +13 | +14 | +15 | +16 | +17 | +18 | +19 | +20 |
| ----------------------- | -- | -- | -- | -- | -- | -- | -- | -- | -- | --- | --- | --- | --- | --- | --- | --- | --- | --- | --- | --- |
| 0+                      | 0  | 1  | 2  | 2  | 3  | 3  | 4  | 4  | 4  | 4   | 5   | 5   | 6   | 6   | 6   | 6   | 7   | 7   | 8   | 8   |
| 20+                     | 8  | 8  | 9  | 9  | 9  | 9  | 9  | 9  | 10 | 10  | 11  | 11  | 11  | 11  | 11  | 11  | 12  | 12  | 12  | 12  |
| 40+                     | 13 | 13 | 14 | 14 | 14 | 14 | 15 | 15 | 15 | 15  | 15  | 15  | 16  | 16  | 16  | 16  | 16  | 16  | 17  | 17  |
| 60+                     | 18 | 18 | 18 | 18 | 18 | 18 | 19 | 19 | 19 | 19  | 20  | 20  | 21  | 21  | 21  | 21  | 21  | 21  | 22  | 22  |
| 80+                     | 22 | 22 | 23 | 23 | 23 | 23 | 23 | 23 | 24 | 24  | 24  | 24  | 24  | 24  | 24  | 24  | 25  | 25  | 25  | 25  |

## Stime asintotiche
Lo studio dell'asintotica di {\displaystyle \pi (x)} costituisce uno degli argomenti principali della teoria dei numeri analitica.
Nel 1896, Hadamard e de la Vallée Poussin dimostrarono che
{\displaystyle \pi (x)\sim {\rm {Li}}(x),}
dove {\displaystyle {\rm {Li}}(x)=\int _{2}^{x}{\frac {1}{\ln {t}}}\,dt} è il logaritmo integrale, confermando quanto ipotizzato da  Legendre e Gauss. L'ipotesi di Riemann predice che valga una versione più precisa di tale risultato:
{\displaystyle \pi (x)={\rm {Li}}(x)+O\left({\sqrt {x}}\ln(x)\right).}